# Josefin Sonck
Josefin Anna Maria Sonck, född 21 februari 1988 i Vasa, är en finlandssvensk ståuppkomiker, skådespelare och manusförfattare. 
Sonck är uppvuxen i Vasa och på Åland men bor och arbetar i Stockholm.
År 2017 vann Sonck priset som "Årets Nykomling" på Svenska Stand up-galan. Sonck har medverkat i Släng dig i brunnen i SVT 2017 och 2018 och 2019. Hon är därtill upphovsperson till humorserien #Flickstreck som hon både skrivit manus till och skådespelar i tillsammans med Elin Almén. Sonck har även skrivit manus till bland annat kortfilmen Att plocka en blomma som visats på Göteborgs filmfestival och Stockholms filmfestival. Sonck spelade huvudrollen i kortfilmen Jag vill ha dig. Hon har medverkat i flera humorpoddar och i busringningsprogrammet "YLVA" i P3, samt i sketchprogrammet Lucky Pussy i P3. Den 29 juni 2018 var Sonck sommarpratare i radio Vega i Finland. 
Hösten 2020 debuterade Sonck som författare med romanen Jag måste sluta tänka på Patrik Lundgren (Schildts & Söderströms, 2020).